# Human Epigenome Project
Эпигеном человека (англ. Human Epigenome Project, HEP) — международный проект, начатый в 1999 году International Human Epigenome Consortium. Цель проекта — изучить метилирование ДНК человека. Среди целей называется: лучшее понимание генетических заболеваний.
Результаты проекта публиковались в 2003, 2006 годах (135 тыс. CpG и 1.9 млн CpG соответственно).
Отмечается, что в отличие от конечного проекта «Геном человека», новый проект практически не имеет какой-то четкой «конечной цели», по достижении которой он будет считаться оконченным.
HEP консорциум включает следующие организации:
- The Wellcome Trust Sanger Institute — (Великобритания)
- Epigenomics AG — (Германия/США)
- The Centre National de Génotypage — (Франция)